# 栗橋郵便局
栗橋郵便局（くりはしゆうびんきょく）
- 埼玉県久喜市にある郵便局。本記事にて記述する。
- 岩手県釜石市にある郵便局。局番号は83084。

栗橋郵便局（くりはしゆうびんきょく）は埼玉県久喜市にある郵便局。民営化前の分類では集配普通郵便局であった。

## 概要
住所：〒349-1199 埼玉県久喜市栗橋東2-4-6

## 沿革
- 1872年8月4日（明治5年7月1日） - 栗橋郵便取扱所として開設[1]。
- 1873年（明治6年） - 栗橋郵便役所となる。
- 1875年（明治8年）1月1日 - 栗橋郵便局（四等）となる。
- 1883年（明治16年）3月20日 - 為替・貯金取扱を開始。
- 1968年（昭和43年）4月30日 - 電話交換業務を久喜電報電話局に移管[2]。
- 1980年（昭和55年）6月2日 - 特定郵便局から普通郵便局に局種別改定。
- 1983年（昭和58年）10月1日 - 和文電報配達業務を加須電報電話局に移管。
- 2000年（平成12年）8月14日 - 外国通貨の両替および旅行小切手の売買に関する業務取扱を開始。
- 2007年（平成19年）10月1日 - 民営化に伴い、併設された郵便事業栗橋支店に一部業務を移管。
- 2012年（平成24年）10月1日 - 日本郵便株式会社発足に伴い、郵便事業栗橋支店を栗橋郵便局に統合。

## 取扱内容
- 郵便、印紙、ゆうパック、内容証明
- 貯金、為替、振替、振込、国際送金、国債、投資信託
- 生命保険、バイク自賠責保険、自動車保険、がん保険、引受条件緩和型医療保険
- ゆうちょ銀行ATM
- 久喜市（旧・北葛飾郡栗橋町域）内および加須市（旧・北埼玉郡大利根町域）内の集配業務
- ゆうゆう窓口

## 周辺
- 川口信用金庫 栗橋支店
- 埼玉りそな銀行 栗橋支店
- 久喜市立栗橋小学校
- 国道4号
- 国道125号
- 利根川

## アクセス
- JR東北本線（宇都宮線）、東武日光線 栗橋駅（東口）から徒歩約7分
- 茨急バス 駅入口停留所下車
- 東北自動車道 加須ICから東へ約7km
- 駐車場あり：15台